# Trumpisme
Trumpisme is een politieke beweging en bestuursstijl, en een reeks politieke ideologieën, sociale emoties en mechanismen voor het verwerven en behouden van de macht voor Donald Trump en zijn politieke basis. Trumpisten zijn degenen die kenmerken van trumpisme vertonen, terwijl politieke aanhangers van Trump trumpers zijn. Trumpisme wordt ook wel gekoppeld aan plutopopulisme.
Trumpisme wordt een Amerikaanse politieke variant van extreemrechts genoemd. Ook het nationaal-populistische en neo-nationalistische sentiment dat in meerdere landen wereldwijd wordt gezien vanaf het einde van de jaren 2010 tot het begin van de jaren 2020 wordt trumpisme genoemd. Hoewel niet strikt beperkt tot één partij, werden Trump-aanhangers een belangrijke fractie van de Republikeinse Partij in de Verenigde Staten, terwijl de rest daarentegen vaak werd gekenmerkt als establishment. Sommige Republikeinen werden lid van de Never Trump-beweging en sommigen verlieten de partij uit protest.
Sommige commentatoren hebben de populistische aanduiding voor trumpisme verworpen en beschouwen het daarentegen een onderdeel van een trend naar een nieuwe vorm van fascisme, waarbij sommigen naar trumpisme verwijzen als expliciet fascistisch en anderen als autoritair en illiberaal. Anderen hebben het milder geïdentificeerd als een specifieke lichtere versie van het fascisme in de Verenigde Staten. Sommige historici, waaronder veel van degenen die een nieuwe classificatie van het fascisme gebruiken, schrijven over de gevaren van directe vergelijkingen met Europese fascistische regimes van de jaren dertig, en stellen dat hoewel er parallellen zijn, er ook belangrijke verschillen zijn. 
Het label trumpisme is toegepast op nationaal-conservatieve en nationaal-populistische bewegingen in andere westerse democratieën, en veel politici buiten de Verenigde Staten zijn bestempeld als trouwe bondgenoten van Trump of het trumpisme, of zelfs als het Trump-equivalent van hun land. Onder hen zijn Silvio Berlusconi, Jair Bolsonaro, Horacio Cartes, Rodrigo Duterte, Recep Tayyip Erdoğan, Nigel Farage,  Boris Johnson, Jarosław Kaczyński, Marine Le Pen, Narendra Modi, Benjamin Netanyahu, Viktor Orbán, Najib Razak, Matteo Salvini en Geert Wilders.

## Populistische thema's, sentimenten en methoden
Het trumpisme begon zijn ontwikkeling voornamelijk tijdens de campagne van Donald Trump als presidentskandidaat in 2016. Voor veel wetenschappers duidt het op een populistische politieke methode die nationalistische antwoorden suggereert op politieke, economische en sociale problemen. Deze neigingen worden weerspiegeld in beleidsvoorkeuren als immigratiebeperking, handelsprotectionisme en isolationisme en verzet tegen het hervormen van Medicare en de sociale zekerheid. Als politieke methode wordt populisme niet gedreven door een bepaalde ideologie. Voormalig nationaal veiligheidsadviseur en naaste Trump-adviseur John Bolton stelt dat dit waar is voor Trump en betwist dat trumpisme zelfs in een zinvolle filosofische zin bestaat, eraan toevoegend dat "de man geen filosofie heeft. Mensen kunnen proberen lijnen te trekken tussen de punten van zijn beslissingen. Ze zullen falen."
Olivier Jutel schrijft voor het Routledge Handbook of Global Populism (2019): "Wat Donald Trump aantoont, is dat de verschillende varianten van rechts-Amerikaans populisme minder te maken hebben met een sociaal conservatisme of libertarisme, maar meer met plezier." Verwijzend naar het populisme van Trump, stelt socioloog Michael Kimmel dat het "geen theorie [of] een ideologie is, het is een emotie. En de emotie is terechte verontwaardiging dat de regering 'ons' naait". Kimmel merkt op dat "Trump een interessant personage is omdat hij al dat gevoel van wat ik 'benadeelde rechten' (aggrieved entitlement) noemde, kanaliseert" een term die Kimmel definieert als "dat gevoel dat die voordelen waarop je dacht dat je recht had, van je zijn weggerukt door onzichtbare krachten die groter en krachtiger zijn. Je voelt dat je de erfgenaam bent van een grote belofte, de American Dream, die een onmogelijke fantasie is geworden voor de mensen die er meenden recht op te hebben."
Communicatiewetenschapper Zizi Papacharissi legt uit hoe nuttig het is ideologisch vaag te zijn en termen en slogans te gebruiken die alles kunnen betekenen wat de aanhanger wil dat ze betekenen. "Als dit publiek gedijt in affectieve betrokkenheid, is dat omdat ze een affectieve haak hebben gevonden die is gebouwd rond een term die een open betekenis heeft die ze kunnen gebruiken en hergebruiken. Dus ja, natuurlijk weet je dat president Trump de term Make America Great Again (MAGA) heeft gebruikt; het is een term met een open betekenis die al deze mensen aantrekt, en open is omdat het hen in staat stelt er allemaal verschillende betekenissen aan toe te kennen. MAGA werkt dus voor het verbinden van een publiek dat onderling verschillend is, omdat het open genoeg is om mensen in staat te stellen er hun eigen betekenis aan toe te kennen."
Andere bijdragers aan het Routledge Handbook of Populism merken op dat populistische leiders in plaats van ideologisch gedreven te zijn, eerder pragmatisch en opportunistisch zijn met betrekking tot thema's, ideeën en overtuigingen die sterk resoneren bij hun volgelingen. Uit exitpolls blijkt dat de campagne erin geslaagd was de lagere tot werkende klasse Europees-Amerikanen te mobiliseren die toenemende sociale ongelijkheid ervaren en die zich vaak verzetten tegen het Amerikaanse politieke establishment. Ideologisch gezien heeft trumpisme een rechts-populistisch accent.

### Rechts autoritair populisme
Sommige academici hebben waarschuwingen geuit over trumpiaans autoritarisme, zoals Yale-socioloog Philip S. Gorski, die schrijft: "De verkiezing van Donald Trump vormt misschien wel de grootste bedreiging voor de Amerikaanse democratie sinds de Japanse aanval op Pearl Harbor. Er is een reëel en groeiend gevaar dat de representatieve regering de komende jaren langzaam maar effectief zal worden verdrongen door een populistische vorm van autoritair bestuur. Media-intimidatie, massapropaganda, onderdrukking van kiezers, rechtbanken en zelfs gewapende paramilitairen - veel van de noodzakelijke en voldoende voorwaarden voor een autoritaire decentralisatie vallen geleidelijk op hun plaats." Andere academici beschouwen een dergelijke autoritaire reactie als een kenmerk van liberale democratieën Sommigen hebben zelfs beweerd dat Trump een totalitaire kapitalist is die misbruik maakt van de "fascistische impulsen van zijn "gewone" aanhangers die zich in het volle zicht verbergen."  
Michelle Goldberg, opiniecolumnist voor The New York Times, vergelijkt "de geest van het trumpisme" met klassieke fascistische thema's. De "mobiliserende visie" van het fascisme is van "de nationale gemeenschap die feniksachtig oprijst na een periode van oprukkende decadentie die het bijna vernietigd heeft", wat "heel veel lijkt op MAGA" (Make America Great Again) volgens Goudberg. Evenzo ziet het fascisme, net als de Trump-beweging, een "behoefte aan autoriteit door natuurlijke leiders (altijd mannelijke), culminerend in een nationale leider die als enige in staat is het historische lot van de groep te belichamen." Ze geloven in "de superioriteit van de instincten van de leider over de abstracte en universele rede".
Conservatieve columnist George Will beschouwt trumpisme als fascisme en stelt dat trumpisme "een stemming is die zich voordoet als een doctrine". Nationale eenheid is gebaseerd "op gedeelde binnenlandse angsten" (voor fascisten de "Joden", voor Trump de media of de "vijanden van het volk"), "elites" en "globalisten". Oplossingen komen niet van vervelend "incrementalisme en verzoening", maar van de leider (die beweert dat "alleen ik het kan oplossen"), niet gehinderd door procedures. De politieke basis wordt vermaakt met massabijeenkomsten, maar onvermijdelijk ontwikkelt de sterke man een minachting voor degenen die hij leidt. Beide zijn gebaseerd op machismo, en in het geval van trumpisme, "beroept het degenen die verslaafd zijn aan de mannelijkheid van countrymuziek: 'We zijn vrachtwagenrijdende, bierdrinkende Amerikanen met een groot postuur die te vrijheidslievend zijn om ons door elk willekeurig virus maskers te laten dragen.'" 
Politiek wetenschapper Karen Stenner en sociaal psycholoog Jonathan Haidt betwisten de opvatting dat de golf van steun voor trumpisme en Brexit een nieuw fenomeen is en presenteren het argument dat "de extreemrechtse populistische golf die 'uit het niets leek te komen' in feite niet uit het niets komt. Het is geen plotselinge waanzin, of virus, of getij, of zelfs maar een copycat-fenomeen - het aanmoedigen van fanatici en despoten door de electorale successen van anderen. Het is eerder iets dat zich net onder de oppervlakte van elke menselijke samenleving bevindt - ook in de geavanceerde liberale democratieën in het hart van de westerse wereld - en kan worden geactiveerd door kernelementen van de liberale democratie zelf." Volgens Stenner en Haidt geeft het triggeren van dergelijke golven de mening weer dat "autoritairen van nature willen geloven in autoriteiten en instellingen; ze willen het gevoel hebben deel uit te maken van een hechte gemeenschap. Dienovereenkomstig lijken ze (als er al iets is) bescheiden geneigd om autoriteiten en instellingen het voordeel van de twijfel te geven, en hun steun te verlenen tot het moment dat deze niet in staat lijken om de 'normatieve orde' te handhaven". Stenner en Haidt beschouwen dergelijke autoritaire golven als een kenmerk van liberale democratieën, waarbij ze opmerken dat de bevindingen van hun onderzoek naar Trump en Brexit-aanhangers uit 2016 niet onverwacht waren, zoals ze schreven: "In twee decennia van empirisch onderzoek kunnen we geen significante uitzondering bedenken op de bevinding dat normatieve dreiging de neiging heeft om ofwel niet-autoritairen volkomen onbewogen te laten door de dingen die autoritairen katalyseren, ofwel hen ertoe aan te zetten hun (wat men zou kunnen beschouwen als) 'beste zelf' te worden. In eerdere onderzoeken heeft dit ertoe geleid dat niet-autoritairen zich in de richting van een grotere tolerantie en respect voor diversiteit bewegen, juist onder de omstandigheden die autoritairen lijken te stuwen naar toenemende intolerantie."
Auteur en autoritarisme-criticus Masha Gessen zette de "democratische" strategie van het Republikeinse establishment om beleidsargumenten aantrekkelijk te maken voor het publiek, tegenover de "autocratische" strategie van een beroep doen op een "publiek van één" bij Donald Trump. Gessen merkte de angst op van de Republikeinen dat Trump een tegenstander in de voorverkiezing zou steunen of anderszins zijn politieke macht zou gebruiken om partijgenoten te ondermijnen waarvan hij dacht dat ze hem hadden verraden.

### Overtuigingsmethoden

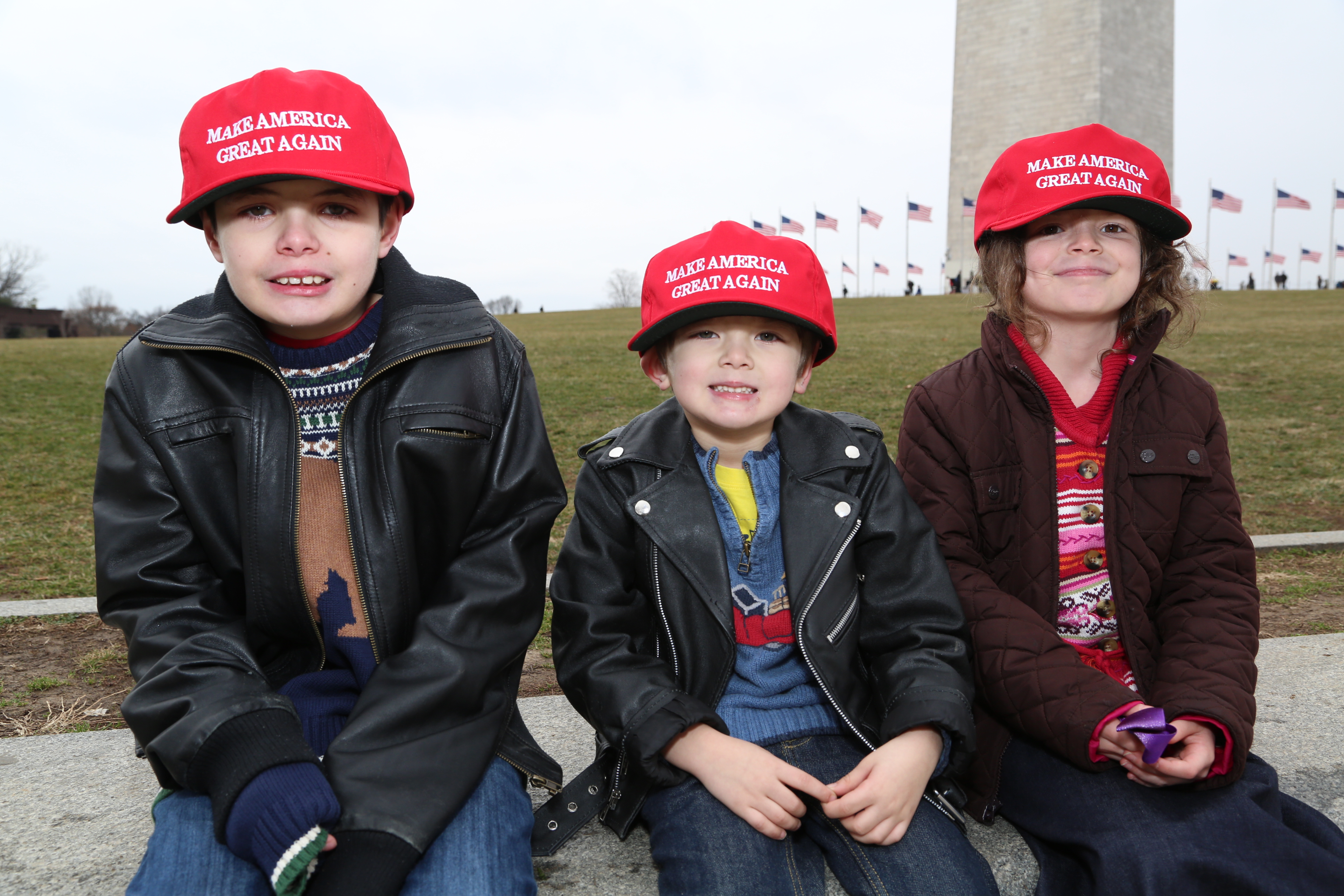
Kinderen die "Make America Great Again"-hoeden dagen bij de inauguratie van 2017, een thema dat eerder door Reagan was gebruikt om een gevoel van herstel van hoop op te wekken

Retorisch gezien maakt het trumpisme gebruik van absolutistische framings en verhalen van dreiging die worden gekenmerkt door een afwijzing van het politieke establishment. Het retorische patroon binnen een Trump-rally is gebruikelijk voor autoritaire bewegingen. Ten eerste, wek een gevoel van depressie, vernedering en slachtofferschap op. Ten tweede, verdeel de wereld in twee tegengestelde groepen: een meedogenloos gedemoniseerde groep anderen versus degenen die de macht en de wil hebben om ze te overwinnen. Dit omvat het levendig identificeren van de vijand die zogenaamd de huidige stand van zaken veroorzaakt en vervolgens het promoten van paranoïde samenzweringstheorieën en angstzaaierij om angst en woede aan te wakkeren. Nadat deze eerste twee patronen naar het volk zijn overgebracht, is de laatste boodschap gericht op het produceren van een louterende bevrijding van opgekropte ochlocratie en energie van de massa, met de belofte dat verlossing nabij is omdat er een machtige leider is die de natie terug zal brengen naar zijn vergane glorie.

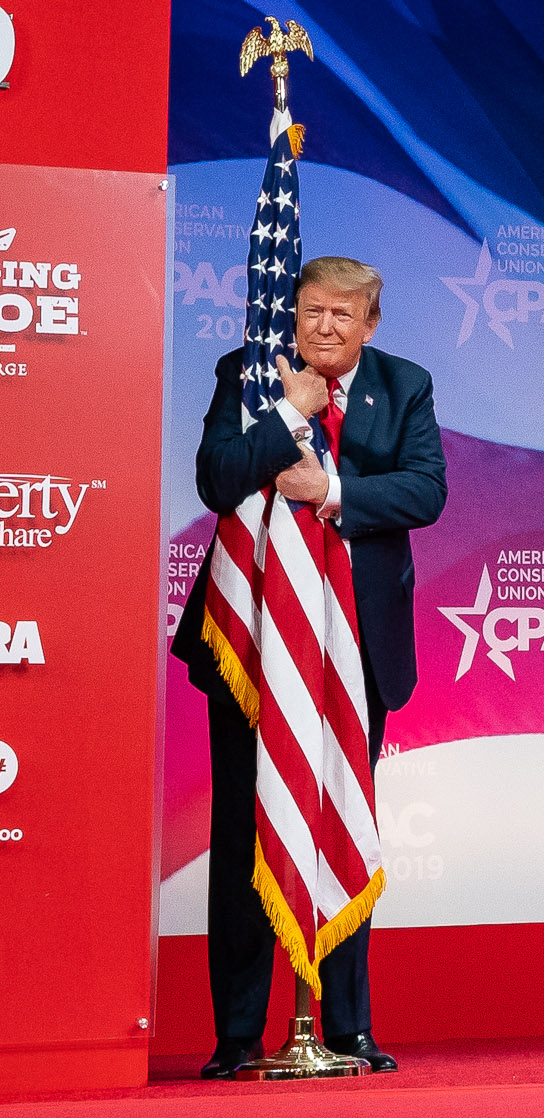
Trump vertrouwt op theatrale methoden om zijn boodschap op de markt te brengen, waaronder geanimeerde gebaren, pantomiming en gezichtsuitdrukkingen. De foto is van de Conservative Political Action Conference van 2019.

Dit driedelige patroon werd voor het eerst geïdentificeerd in 1932 door Roger Money-Kyrle en later gepubliceerd in zijn Psychology of Propaganda. Een constant spervuur van sensationele retoriek dient om media-aandacht te trekken en tegelijkertijd meerdere politieke doelstellingen te bereiken, niet de minste daarvan is dat het dient om acties zoals diepgaande neoliberale deregulering te verdoezelen. Eén studie geeft het voorbeeld dat er tijdens het eerste jaar van de regering-Trump een aanzienlijke deregulering van het milieu plaatsvond, maar dat vanwege het gelijktijdige gebruik van spectaculaire racistische retoriek, dit aan veel media-aandacht ontsnapte. Volgens de auteurs diende dit politieke doelstellingen, namelijk het ontmenselijken van zijn doelwitten, het uithollen van democratische normen en het consolideren van de macht door emotioneel contact te maken met de wrok onder de volgers en die wrok vervolgens aan te wakkeren, maar vooral om de media-aandacht af te leiden van deregulerende beleidsvorming door intense berichtgeving in de media over bepaalde afleidingen, juist vanwege hun radicaal grensoverschrijdende karakter.

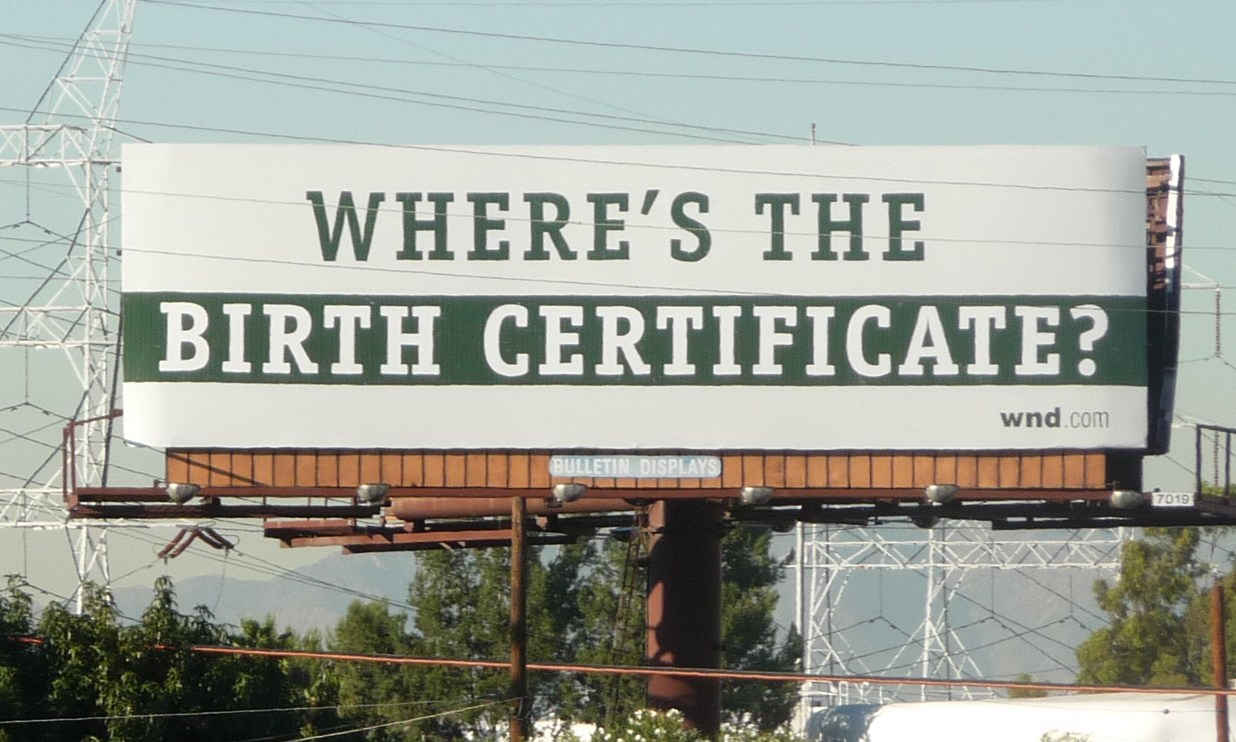
Trump was de meest prominente promotor van de Birther- complottheorie die werd gebruikt om zijn politieke rivaal te delegitimeren door gebruik te maken van een politieke tactiek die bekend staat als de Big Lie.

Volgens burgerrechtenadvocaat Burt Neuborne en politiek theoreticus William E. Connolly gebruikt trumpistische retoriek tropen die vergelijkbaar zijn met die van fascisten in Duitsland om burgers (aanvankelijk een minderheid) ervan te overtuigen de democratie op te geven, door een spervuur van onwaarheden te gebruiken, halve waarheden, persoonlijke scheldwoorden, bedreigingen, vreemdelingenhaat, angst voor de nationale veiligheid, religieuze onverdraagzaamheid, blank racisme, uitbuiting van economische onzekerheid en een nooit eindigende zoektocht naar zondebokken. Neuborne vond twintig parallelle praktijken,  zoals het creëren van wat neerkomt op een "alternatieve realiteit" in de hoofden van de aanhangers, door middel van directe communicatie en door wetenschappers belachelijk te maken om het begrip objectieve waarheid uit te hollen, het organiseren van zorgvuldig georkestreerde massabijeenkomsten, rechters aanvallen wanneer rechtszaken worden verloren, het gebruik van een ononderbroken stroom van leugens, halve waarheden, beledigingen, scheldwoorden en toespelingen, ontworpen om tegenstanders te marginaliseren, demoniseren en uiteindelijk te vernietigen, een chauvinistisch beroep doen op ultranationalistische ijver, en met de belofte de stroom van "ongewenste" etnische groepen, die als zondebokken voor de kwalen van de natie worden gezien, te vertragen, te stoppen en zelfs om te keren. 
Connolly presenteert een vergelijkbare lijst in zijn boek Aspirational Fascism (2017), waarbij hij vergelijkingen toevoegt van de integratie van theater en publieksparticipatie met retoriek, met grootse lichamelijke gebaren, grimassen, hysterische beschuldigingen, dramatische herhalingen van onwaarheden uit de alternatieve realiteit en totalistische beweringen opgenomen in leuzen die het publiek sterk wordt aangemoedigd om mee te zingen. Ondanks de overeenkomsten benadrukt Connolly dat Trump geen nazi is, maar "eerder een ambitieuze fascist is die de menigte bewondert, hyperagressief nationalisme, blank triomfalisme, militarisme, en een "law and order"-regime nastreeft dat macht  zonder checks and balances aan de politie geeft", en dat Trump een beoefenaar is van een retorische stijl die regelmatig nepnieuws creëert en tegenstanders belastert om steun te mobiliseren voor de De Grote Leugens die hij naar voren brengt."

#### Onwaarheden
De absolutistische retoriek die sterk wordt gebruikt, geeft de voorkeur aan de reactie van de menigte boven waarachtigheid, met een groot aantal onwaarheden die Trump als feiten presenteert. Op basis van Harry G. Frankfurts boek On Bullshit wijst Matthew McManus, hoogleraar politieke wetenschappen, erop dat het nauwkeuriger is om Trump te identificeren als een bullshitter wiens enige belang is om te overtuigen, en niet een leugenaar, (zoals Richard Nixon) die de kracht van de waarheid serieus neemt en deze op bedrieglijke wijze probeert te verbergen. Trump daarentegen is onverschillig voor de waarheid of is zich er niet van bewust. In tegenstelling tot conventionele leugens van politici die hun prestaties overdrijven, zijn de leugens van Trump flagrant, en gaan ze over gemakkelijk verifieerbare feiten.
Tijdens een bijeenkomst verklaarde Trump dat zijn vader "uit Duitsland kwam", hoewel Fred Trump in New York werd geboren. Trump is verrast wanneer zijn onwaarheden worden tegengesproken, zoals het geval was toen leiders op de Algemene Vergadering van de Verenigde Naties in 2018 in lachen uitbarstten bij zijn opschepperij dat hij in zijn eerste twee jaar meer had bereikt dan welke andere president van de Verenigde Staten dan ook. Zichtbaar geschrokken reageerde Trump op het publiek: "Ik had die reactie niet verwacht."
Trump liegt over het triviale, zoals beweren dat er geen regen was op de dag van zijn inauguratie terwijl het wel regende, evenals het maken van grootse "Big Lies", zoals beweren dat Obama ISIS heeft opgericht, of het promoten van de Birther-beweging, een samenzweringstheorie die beweert dat Obama in Kenia is geboren, niet in Hawaï. Connolly wijst op de overeenkomsten van dergelijke realiteitsbuigende gaslighting met fascistische en post-Sovjet-propagandatechnieken, waaronder Kompromat (schandalig materiaal), en stelt dat "Trumpiaanse overtuigingskracht aanzienlijk berust op de herhaling van grote leugens."

### Meer strijdlustig, minder ideologisch
Journalist Elaina Plott suggereert dat ideologie niet zo belangrijk is als andere kenmerken van trumpisme. Plott citeert politiek analist Jeff Roe, die opmerkte dat Trump de trend onder de Republikeinse kiezers "begreep" en "minder ideologisch" handelde maar "meer polariseerde". Republikeinen zijn nu meer bereid om beleid te accepteren zoals een door de overheid opgelegde gezondheidszorgverzekering of handelstarieven, die voorheen door conservatieven werden veracht als belastende overheidsvoorschriften. Tegelijkertijd zijn sterke steunbetuigingen voor Trump en agressieve partijdigheid onderdeel geworden van de Republikeinse verkiezingscampagnes die zelfs leiden tot partijdige campagnes voor de lokale overheid, die voorheen collegiaal en probleemgestuurd waren.
Onderzoek door politicoloog Marc Hetherington en anderen heeft uitgewezen dat Trump-aanhangers de neiging hebben een 'wereldbeeld' te delen dat de politieke ideologie overstijgt, en het eens zijn met uitspraken als 'de beste strategie is om het hard te spelen, zelfs als dat oneerlijk is'. Daarentegen geven degenen die het eens zijn met uitspraken als "samenwerking is de sleutel tot succes" de voorkeur aan de voormalige tegenstander van Trump, de Republikeinse presidentskandidaat, Mitt Romney.

### Ideologische thema's
Trumpisme verschilt in veel opzichten van het klassieke Abraham Lincoln-republikeinisme met betrekking tot vrijhandel, immigratie, gelijkheid, checks and balances in de federale overheid en de scheiding van kerk en staat. Peter J. Katzenstein van het WZB Berlin Social Science Center is van mening dat trumpisme op drie pijlers rust, namelijk nationalisme, religie en ras. Volgens Jeff Goodwin wordt het trumpisme gekenmerkt door vijf sleutelelementen: sociaal conservatisme, neoliberaal kapitalisme, economisch nationalisme, nativisme en blank nationalisme.
Op de CPAC-conferentie van 2021 gaf Trump zijn eigen definitie van het trumpisme: "Wat het betekent zijn geweldige deals, ... Zoals de vervanging van de vreselijke NAFTA door de USMCA... Het betekent lage belastingen en eliminatie van regels die banen doen verdwijnen, ... Het betekent sterke grenzen, en mensen die ons land binnenkomen op basis van een systeem van verdienste... Het betekent geen rellen in de straten. Het betekent wetshandhaving. Het betekent een zeer sterke bescherming voor het tweede amendement en het recht om wapens te hebben en te dragen... Het betekent een sterk leger en het zorgen voor onze veteranen, ... " 

## Sociale psychologie

### Oriëntatie richting dominantie

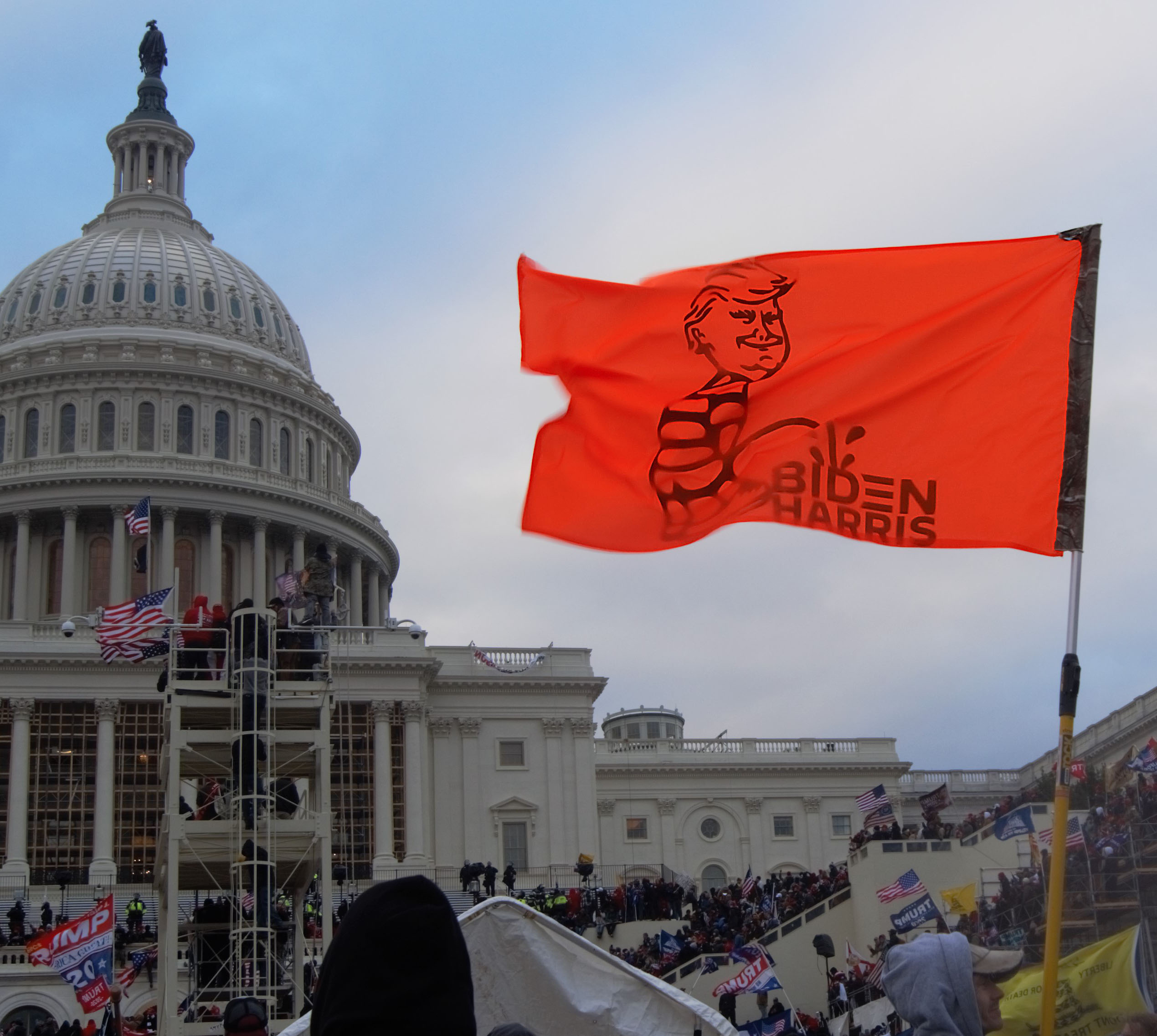
Trump-supporters gebruikten op 6 januari 2021 een verscheidenheid aan dominantiebeelden in vlaggen, kleding en een nepgalg, toen gewelddadige trumpistische relschoppers probeerden de verkiezingen van 2020 ongedaan te maken, waarbij ze er tijdelijk in slaagden te voorkomen dat het Congres verklaarde dat Trump de verliezer was.

Sociaalpsychologisch onderzoek naar de Trump-beweging, zoals dat van Bob Altemeyer, Thomas F. Pettigrew en Karen Stenner, beschouwt de Trump-beweging als primair gedreven door de psychologische aanleg van haar volgelingen.  Het academische peer-reviewed tijdschrift Social Psychological and Personality Science publiceerde het artikel "Group-Based Dominance and Authoritarian Aggression Predict Support for Donald Trump in the 2016 US Presidential Election", waarin een studie werd beschreven waarin werd geconcludeerd dat Trump-volgers een onderscheidende voorkeur hebben voor sterk hiërarchische en etnocentrische sociale ordes die hun in-group bevoordelen.

### Basis in diergedrag
Voormalig voorzitter van het Huis Newt Gingrich legde de centrale rol van dominantie uit in zijn toespraak "Principes van Trumpisme", waarbij hij de benodigde leiderschapsstijl vergeleek met die van een gewelddadige beer. Psychologieonderzoeker Dan P. McAdams denkt dat het trumpisme beter te vergelijken is met het dominantiegedrag van chimpansee-alfamannetjes. Het sociaal gedrag van chimpansees werd uitgebreid onderzocht door de bekende primatoloog Frans de Waal. Christopher Boehm, een professor in biologie en antropologie is het ermee eens en schrijft: "zijn politieke houding heeft echo's van wat ik in het wild in zes jaar in Tanzania heb gezien bij het bestuderen van de Gombe-chimpansees," en "lijkt op een klassieke alfavertoning." 
Aan de hand van het voorbeeld van een chimpansee-alfamannetje beschrijft McAdams de overeenkomsten: "Op Twitter lijken de opruiende tweets van Trump op de gechargeerde vertoningen van het alfamannetje. In chimpanseekolonies wordt het alfamannetje af en toe razend en begint te schreeuwen en wild te gebaren terwijl hij op andere mannetjes in de buurt afstormt. Totale verwarring ontstaat als rivaliserende mannen ineenkrimpen van angst... Zodra de chaos voorbij is, is er een periode van vrede en orde, waarin rivaliserende mannetjes hulde brengen aan de alfa, hem bezoeken, hem verzorgen en verschillende vormen van onderwerping uiten. In het geval van Trump zijn zijn tweets bedoeld om zijn vijanden te intimideren en zijn onderdanige basis te verzamelen... Deze verbale uitbarstingen versterken de dominantie van de president door iedereen te herinneren aan zijn woede en zijn kracht."
Primatoloog Dame Jane Goodall legt uit dat net als de uitingen van dominantie van Trump: "Om indruk te maken op rivalen, voeren mannen die willen opklimmen in de dominantiehiërarchie spectaculaire vertoningen uit: stampen, op de grond slaan, takken slepen, stenen gooien. Hoe krachtiger en fantasierijker de weergave, hoe sneller het individu waarschijnlijk in de hiërarchie stijgt en hoe langer hij die positie waarschijnlijk zal behouden." De vergelijking werd herhaald door politieke waarnemers die sympathie hadden voor Trump. Nigel Farage, een enthousiaste aanhanger van Trump, verklaarde dat hij tijdens de presidentiële debatten van 2016 in de Verenigde Staten, waar Trump tegenover Clinton stond, dat Trump "er uitzag als een grote zilverruggorilla", en voegde eraan toe dat "hij dat grote alfamannetje is. De leider van de groep!"

### Samenzweringstheorieën

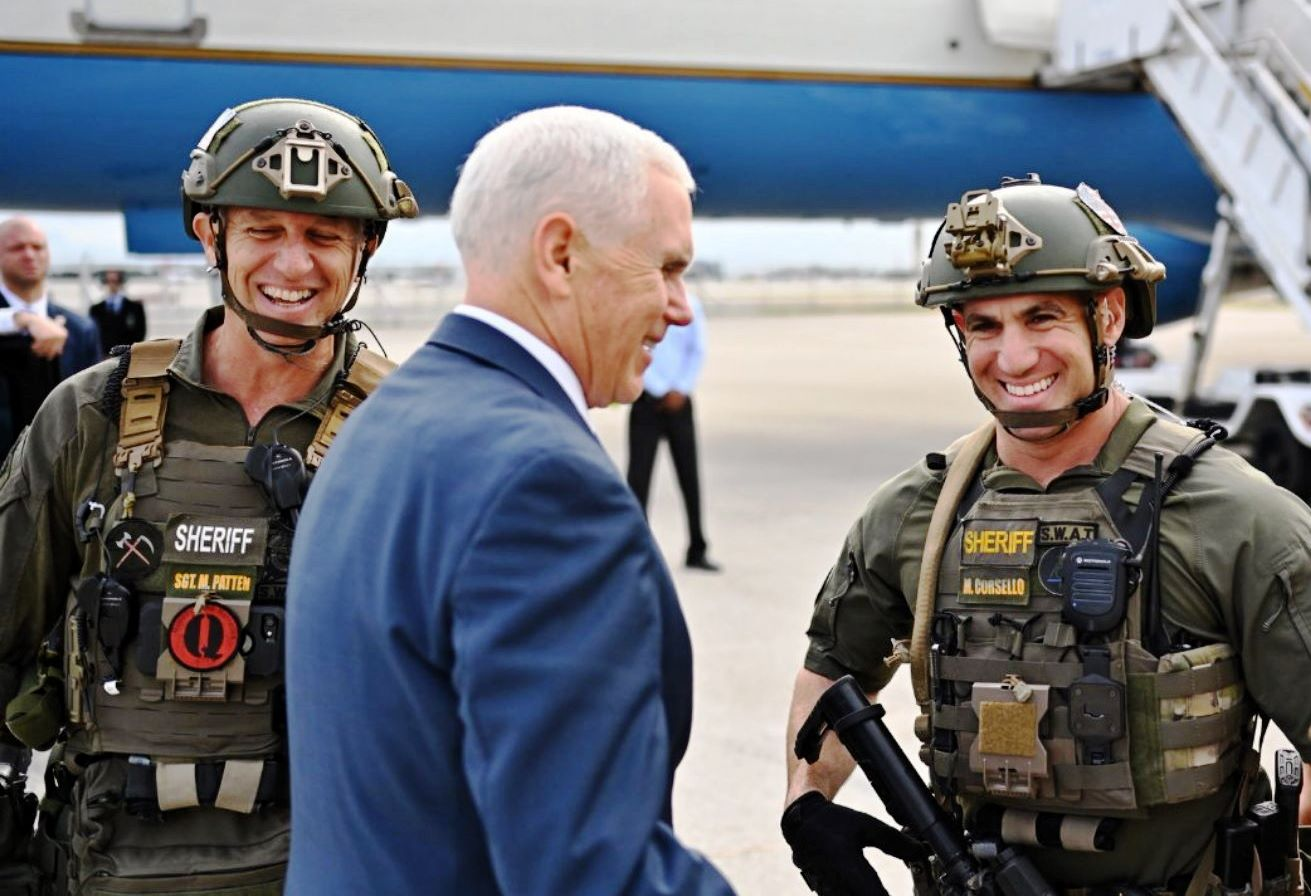
Samenzweringstheorieën zoals Qanon worden algemeen aanvaard onder Trump-aanhangers en de helft van hen gelooft de theorie. Afgebeeld zijn leden van het SWAT-team van Broward County, Florida. Eén van hen draagt een embleem van de extreemrechtse samenzweringsbeweging QAnon.

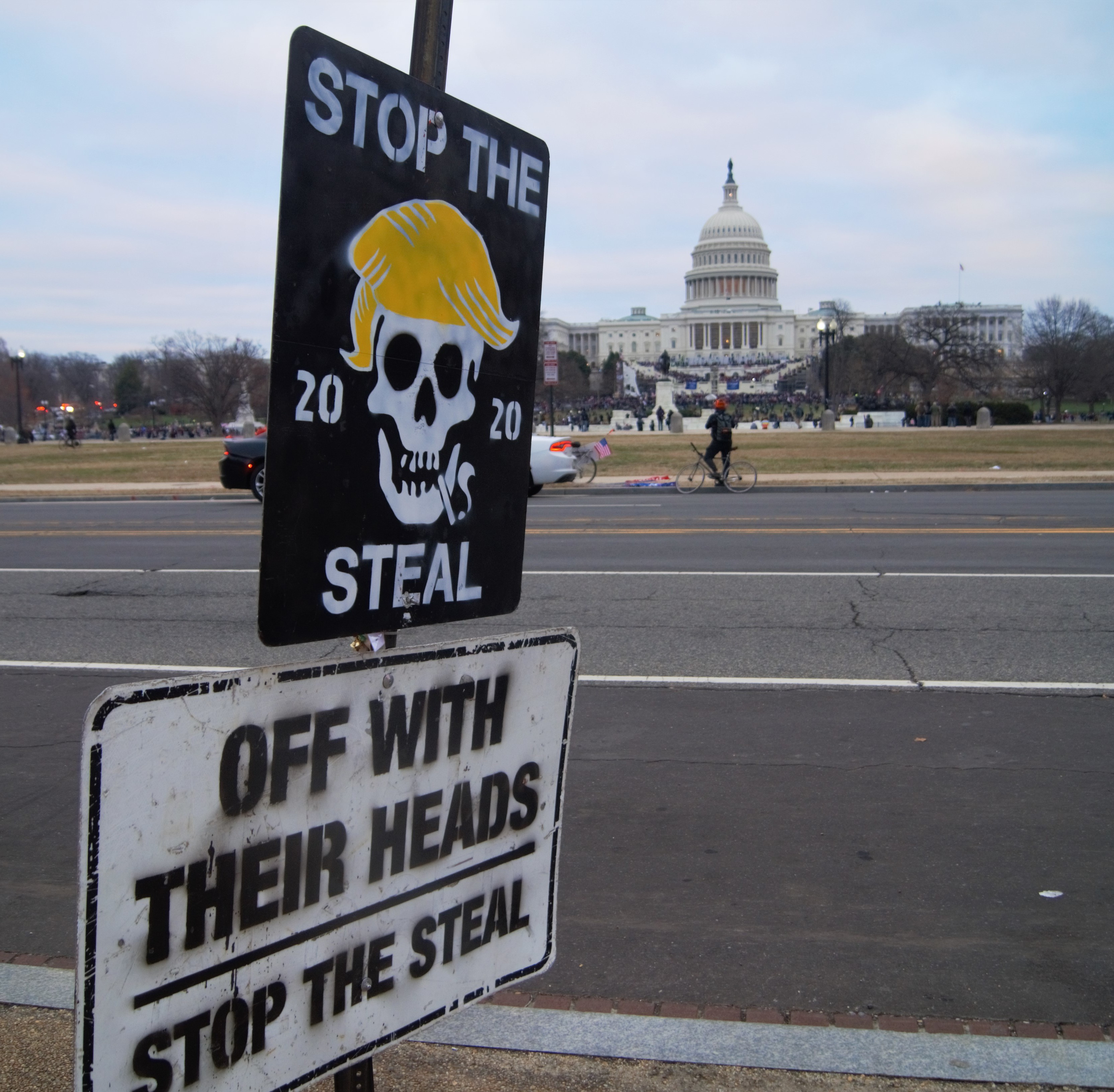
Slogans van dominantie samen met de Stop the Steal-samenzwering, genomen op de dag van de aanval op het Capitool. Drie op de vier republikeinen geloven in de samenzweringstheorie en bijna de helft keurt de aanval op het Capitool goed.

Conservatieve cultuurcommentator David Brooks merkt op dat onder Trump deze post-truth mindset, die sterk afhankelijk was van samenzweringsthema's, de Republikeinse identiteit ging domineren, waardoor de Trump-aanhangers een gevoel van superioriteit kregen, aangezien insiders over belangrijke informatie beschikken die de meeste mensen niet hebben. Dit resulteert in een versterkend gevoel van keuzevrijheid met de bevrijding, het recht en de groepsplicht om zowel "experts" af te wijzen als de invloed van verborgen kliekjes die hen proberen te domineren.
Sociale media versterken de kracht van leden om hun connecties met gelijkgestemde aanhangers te promoten en uit te breiden in echokamers van alternatieve realiteit. Onderzoek uit de sociale psychologie en cognitiewetenschap toont aan dat individuen informatie en gemeenschappen zoeken die hun opvattingen bevestigen en dat zelfs degenen met voldoende kritische denkvaardigheden om valse beweringen te identificeren dit niet kunnen bij het interpreteren van feitelijk materiaal dat niet in overeenstemming is met hun politieke overtuigingen. Hoewel dergelijke, door de media mogelijk gemaakte, afwijkingen van de gedeelde, op feiten gebaseerde realiteit dateren van minstens 1439 met het verschijnen van de Gutenberg-pers, wat nieuw is aan sociale media is de persoonlijke band die wordt gecreëerd door directe en onmiddellijke communicatie van de leider en de constante mogelijkheid om de berichten te herhalen en deel te nemen aan het signaleringsgedrag van de groepsidentiteit. 
Voorafgaand aan 2015 had Trump dit soort parasociale band al stevig opgebouwd met een aanzienlijk aantal volgers met zijn herhaalde televisie- en media-optredens. Voor degenen die politieke opvattingen deelden die vergelijkbaar waren met de zijne, zorgde Trumps gebruik van Twitter om zijn samenzweerderige opvattingen te delen ervoor dat die emotionele banden werden versterkt, waardoor zijn aanhangers een diepere empathische band voelden zoals met een vriend. Daarbij delen ze zowel zijn woede, zijn morele verontwaardiging, zijn trots op zijn successen, en zijn ontkenning van mislukkingen en zijn vaak samenzweerderige opvattingen.
Gezien hun effectiviteit als een emotioneel hulpmiddel, denkt Brooks dat het delen van complottheorieën het krachtigste mechanisme voor gemeenschapsbinding van de 21e eeuw is geworden. Samenzweringstheorieën hebben meestal een sterke politieke component en boeken zoals Hofstadters The Paranoid Style in American Politics beschrijven de politieke werkzaamheid van deze alternatieve kijk op de werkelijkheid. Sommigen schrijven het politieke succes van Trump toe aan het feit dat dergelijke verhalen een vast onderdeel van trumpistische retoriek zijn geworden, zoals de vermeende manipulatie van de verkiezingen van 2016 om Trump te verslaan, dat klimaatverandering een bedrog is van de Chinezen, dat Obama niet in de Verenigde Staten is geboren, meerdere samenzweringstheorieën over de Clintons, dat vaccins autisme veroorzaken enzovoort.
Een van de meest populaire maar weerlegde samenzweringstheorieën is Qanon, die beweert dat topdemocraten een kindersekshandel leiden en dat president Trump zich inspant om deze te ontmantelen. Een enquête van Yahoo en YouGov van oktober 2020 toonde aan dat deze Qanon-claims mainstream zijn, en geen marginale overtuigingen zijn onder Trump-aanhangers. De helft van de ondervraagde Trump-aanhangers beweert dat de theorie waar is. 

## Vergelijkbare stromingen

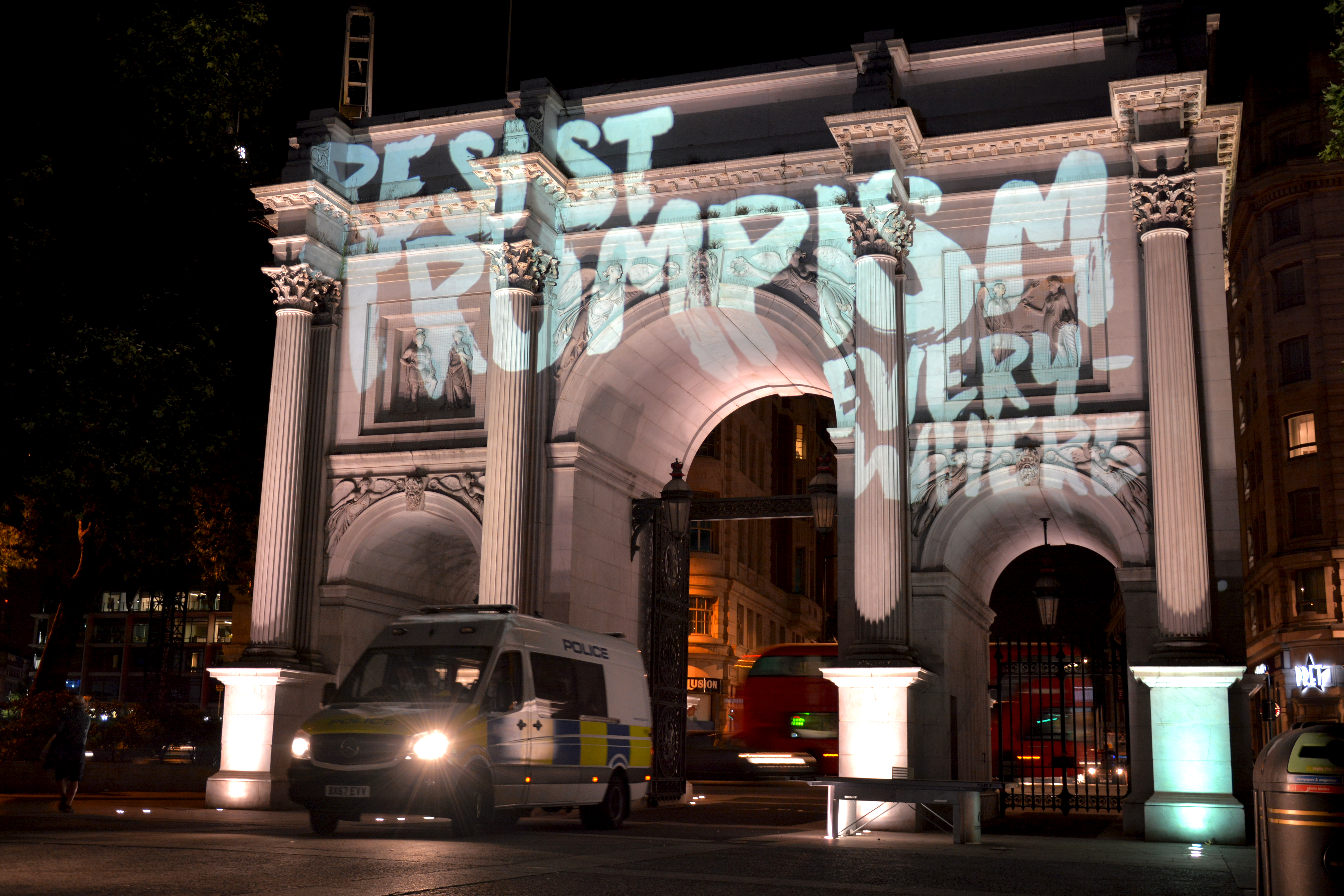
Activistengroep SumOfUs projecteert "Resist Trumpism Everywhere" op de Marble Arch in Londen als onderdeel van protesten tijdens het bezoek van Trump in juli 2018

Trumpisme wordt vergeleken met machiavellisme en met het Italiaanse fascisme van Benito Mussolini.
De Amerikaanse historicus Robert Paxton stelt de vraag of de democratische terugval die in het trumpisme zichtbaar is, fascisme is of niet. Vanaf 2017 geloofde Paxton dat trumpisme meer leek op plutocratie, een regering die wordt gecontroleerd door een rijke elite. Paxton veranderde van mening na de bestorming van het Capitool in 2021 en verklaarde dat het "niet alleen acceptabel, maar ook noodzakelijk" is het trumpisme te begrijpen als een vorm van fascisme. Professor in de sociologie Dylan John Riley noemt het trumpisme "neo-bonapartistisch patrimonialisme" omdat het niet dezelfde aantrekkingskracht van de massabeweging heeft zoals bij het klassieke fascisme, om fascisme te zijn.
In 2015 verklaarde de Britse historicus Roger Griffin dat Trump geen fascist was omdat hij de politiek van de Verenigde Staten niet in twijfel trekt en hij ook de democratische instellingen niet regelrecht wil afschaffen. Na de gewelddadige poging om een vreedzame machtsoverdracht onmogelijk te maken door Trump-aanhangers tijdens de aanval op het Capitool, hield Griffin vast aan zijn standpunt: "Trump is veel te pathologisch onsamenhangend om een fascist te zijn, en lijdt aan Attention Deficiency Disorder, gebrek aan zelfkennis, narcisme en pure onwetendheid en gebrek aan cultuur of opleiding in een mate die de machiavellistische intelligentie en vraatzuchtige nieuwsgierigheid naar en kennis over de hedendaagse geschiedenis en politiek uitsluit die nodig zijn om de macht te grijpen op de manier van Mussolini en Hitler."

## Buitenlands beleid
Het buitenlands beleid in het trumpisme is samen te vatten de slogan "America First". Dit houdt in dat unilateralisme de voorkeur heeft boven een multilateraal beleid en vooral nationale belangen worden benadrukt, vooral in de context van economische verdragen en alliantieverplichtingen. 
Trump heeft minachting getoond voor traditionele Amerikaanse bondgenoten zoals Canada, evenals de trans-Atlantische partners NAVO en de Europese Unie. Omgekeerd heeft Trump sympathie getoond voor autocratische heersers, zoals de Russische president Vladimir Poetin, die Trump vaak prees zelfs voordat hij aantrad als president. Het buitenlands beleid van "America First" omvat beloften van Trump om een einde te maken aan de Amerikaanse betrokkenheid bij buitenlandse oorlogen, met name in het Midden-Oosten, en tegelijkertijd een strenger buitenlands beleid door middel van sancties tegen onder meer Iran.

## Economisch beleid
In termen van economisch beleid belooft trumpisme "nieuwe banen en meer binnenlandse investeringen".  De harde lijn van Trump tegen exportoverschotten van Amerikaanse handelspartners en algemeen protectionistisch handelsbeleid leidde in 2018 tot een gespannen situatie met wederzijds opgelegde importheffingen tussen de Verenigde Staten enerzijds en de Europese Unie en China anderzijds, en in 2025 tot de reeks Importheffingen van de regering-Trump II. Trump verzekert de steun van zijn politieke basis met een beleid dat sterk de nadruk legt op neo-nationalisme en kritiek op globalisering. Daarentegen suggereerde het boek Identity Crisis: The 2016 Presidential Campaign and the Battle for the Meaning of America dat Trump "de economie radicaliseerde" richting zijn basis van blanke werkende kiezers door het promoten van het idee dat "minderheidsgroepen onverdiend vooruit gaan terwijl hun groep achterblijft."
Trump heeft ook een neoliberale economie nagestreefd in de vorm van belastingverlagingen en deregulering.